# 210210 Songjian
210210 Songjian este un asteroid din centura principală de asteroizi.

## Descriere
210210 Songjian este un asteroid din centura principală de asteroizi. A fost descoperit pe 16 august 2007 la XuYi în cadrul programului PMO NEO Survey. Asteroidul prezintă o orbită caracterizată de o semiaxă mare de 2,19 ua, o excentricitate de 0,18 și o înclinație de 2,7° în raport cu ecliptica.